# 자동 시험 장비

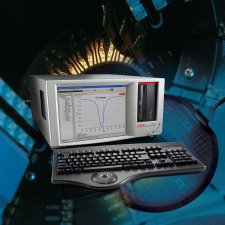
키슬리 인스트루먼트 시리즈 4200 CVU

자동 시험 장비(automatic test equipment) 또는 자동화 시험 장비(automated test equipment, ATE)는 자동화를 사용하여 측정값을 신속하게 수행하고 시험 결과를 평가하여 피시험 장치 (DUT), 시험 장비 (EUT) 또는 시험 장치 (UUT)로 알려진 장치에 대한 시험을 수행하는 모든 장치를 말한다. ATE는 간단한 컴퓨터 제어 디지털 멀티미터일 수도 있고, 정교한 전자 패키지 부품이나 웨이퍼 테스트 (시스템 온 칩 및 집적 회로 포함)의 결함을 자동으로 테스트하고 진단할 수 있는 수십 개의 복잡한 테스트 장비(실제 또는 시뮬레이션된 전자 테스트 장비)를 포함하는 복잡한 시스템일 수도 있다.
ATE는 전자 제조 산업에서 제조된 전자 부품 및 시스템을 테스트하는 데 널리 사용된다. ATE는 항공전자 및 자동차의 전자 모듈을 테스트하는 데도 사용된다. 레이더 및 무선 통신과 같은 군사 애플리케이션에 사용된다.

## 반도체 산업에서
반도체 소자 테스트용으로 명명된 반도체 ATE는 간단한 부품(저항기, 축전기, 유도자)부터 집적 회로(IC), 인쇄 회로 기판(PCB), 복잡하고 완전히 조립된 전자 시스템에 이르기까지 광범위한 전자 장치 및 시스템을 테스트할 수 있다. 이를 위해 프로브 카드가 사용된다. ATE 시스템은 특정 장치가 작동하는지 확인하거나 최종 소비자 제품에 사용되기 전에 결함을 신속하게 찾아내는 데 필요한 테스트 시간을 줄이도록 설계되었다. 제조 비용을 절감하고 수율을 향상시키기 위해 반도체 장치는 제조 후 테스트를 거쳐 불량 장치가 소비자에게 전달되는 것을 방지해야 한다.

## 구성 요소
반도체 ATE 아키텍처는 하나 이상의 소스 및 캡처 장비(아래에 나열)를 동기화하는 마스터 컨트롤러(컴퓨터로 구성된다. 역사적으로 ATE 시스템은 맞춤형 컨트롤러 또는 전자계전기를 사용했다. 피시험 장치(DUT)는 핸들러 또는 프로버라고 하는 다른 로봇 기계를 통해 ATE에 물리적으로 연결되며, ATE의 리소스를 DUT에 맞추는 맞춤형 인터페이스 테스트 어댑터(ITA) 또는 "픽스처"를 통해 연결된다.

### 산업용 PC
산업용 PC는 신호 발생기/감지 카드를 수용하기 위한 충분한 PCI/PCIe 슬롯을 갖춘 19인치 랙 표준으로 패키징된 일반 데스크톱 컴퓨터이다. 이는 ATE에서 컨트롤러 역할을 한다. 테스트 애플리케이션 개발 및 결과 저장은 이 PC에서 관리된다. 대부분의 최신 반도체 ATE에는 광범위한 매개변수를 생성하거나 측정하는 여러 컴퓨터 제어 장비가 포함되어 있다. 이 장비에는 장치 전원 공급 장치(DPS), 매개변수 측정 장치(PMU), 임의 파형 발생기(AWG), 디지털 변환기, 디지털 IO 및 유틸리티 공급 장치가 포함될 수 있다. 이 장비는 DUT에 대한 다양한 측정값을 수행하며, 장비는 적절한 시간에 파형을 생성하고 측정하도록 동기화된다. 응답 시간 요구 사항에 따라 실시간 시스템도 자극 및 신호 캡처용으로 고려된다.

### 대량 인터커넥트
대량 인터커넥트는 테스트 장비(PXI, VXI, LXI, GPIB, SCXI, & PCI)와 테스트 중인 장치/단위(D/UUT) 간의 커넥터 인터페이스이다. 이 섹션은 ATE와 D/UUT 간에 신호가 들어오고 나가는 노드 역할을 한다.

### 예: 간단한 전압 측정
예를 들어, 특정 반도체 장치의 전압을 측정하기 위해 ATE의 디지털 신호 처리(DSP) 장비는 전압을 직접 측정하고 결과를 컴퓨터로 보내 신호 처리하여 원하는 값이 계산된다. 이 예는 전류계와 같은 기존 장비가 장비가 수행할 수 있는 측정 횟수와 측정에 걸리는 시간의 제한으로 인해 많은 ATE에서 사용되지 않을 수 있음을 보여준다. 매개변수를 측정하기 위해 DSP를 사용하는 한 가지 주요 장점은 시간이다. 전기 신호의 최대 전압과 신호의 다른 매개변수를 계산해야 하는 경우, 피크 검출기 장비뿐만 아니라 다른 매개변수를 테스트하기 위한 다른 장비도 사용해야 한다. 그러나 DSP 기반 장비를 사용하는 경우 신호의 샘플을 만들고 단일 측정에서 다른 매개변수를 계산할 수 있다.

### 테스트 매개변수 요구사항 vs. 테스트 시간
모든 장치가 동일하게 테스트되는 것은 아니다. 테스트는 비용을 추가하므로 저가형 부품은 거의 완전히 테스트되지 않는 반면, 의료 또는 고가 부품(신뢰성이 중요함)은 자주 테스트된다.
그러나 장치의 기능과 최종 사용자에 따라 모든 매개변수를 테스트할 필요가 있을 수도 있고 없을 수도 있다. 예를 들어, 장치가 의료 또는 인명 구조 제품에 적용되는 경우 많은 매개변수를 테스트해야 하며 일부 매개변수는 보장되어야 한다. 그러나 테스트할 매개변수를 결정하는 것은 비용 대비 수율을 기반으로 하는 복잡한 결정이다. 장치가 수천 개의 게이트가 있는 복잡한 디지털 장치인 경우 테스트 결함 범위가 계산되어야 한다. 여기서도 장치의 주파수, I/O 수 및 유형, 최종 사용 애플리케이션을 기반으로 하는 테스트 경제성에 따라 결정이 복잡해진다.

## 핸들러 또는 프로버 및 장치 테스트 어댑터
ATE는 패키징된 부품(일반적인 IC '칩') 또는 실리콘 웨이퍼에 직접 사용될 수 있다. 패키징된 부품은 핸들러를 사용하여 장치를 맞춤형 인터페이스 보드에 배치하는 반면, 실리콘 웨이퍼는 고정밀 프로브로 직접 테스트된다. ATE 시스템은 핸들러 또는 프로버와 상호 작용하여 DUT를 테스트한다.

### 핸들러가 있는 패키징된 부품 ATE
ATE 시스템은 일반적으로 "핸들러"라고 불리는 자동 배치 도구와 인터페이스하여 피시험 장치(DUT)를 인터페이스 테스트 어댑터(ITA)에 물리적으로 배치하여 장비로 측정할 수 있도록 한다. 인터페이스 테스트 어댑터(ITA)는 ATE와 피시험 장치(UUT라고도 함) 사이에 전자 연결을 제공하는 장치이지만, ATE와 DUT 사이에 신호를 조정하기 위한 추가 회로를 포함할 수도 있고 DUT를 장착하기 위한 물리적 시설을 가질 수도 있다. 마지막으로, 소켓은 ITA와 DUT 사이의 연결을 연결하는 데 사용된다. 소켓은 생산 현장의 엄격한 요구 사항을 견뎌야 하므로 일반적으로 자주 교체된다.
간단한 전기 인터페이스 다이어그램: ATE → ITA → DUT (패키지) ← 핸들러

### 프로버가 있는 실리콘 웨이퍼 ATE
웨이퍼 기반 ATE는 일반적으로 실리콘 웨이퍼를 가로질러 장치를 테스트하는 프로버라는 장치를 사용한다.
간단한 전기 인터페이스 다이어그램: ATE → 프로버 → 웨이퍼 (DUT)

### 멀티사이트
테스트 시간을 개선하는 한 가지 방법은 여러 장치를 동시에 테스트하는 것이다. ATE 시스템은 이제 ATE 리소스가 각 사이트에서 공유되는 여러 "사이트"를 지원할 수 있다. 일부 리소스는 병렬로 사용할 수 있고, 다른 리소스는 각 DUT에 직렬화되어야 한다.

## ATE 프로그래밍
ATE 컴퓨터는 표준 및 독점 응용 프로그래밍 인터페이스(API)를 통해 ATE 장비를 제어하기 위한 추가 명령문을 사용하여 최신 컴퓨터 언어(C, C++, 자바, VEE, 파이썬, LabVIEW 또는 스몰토크)를 사용한다. 또한 Abbreviated Test Language for All Systems (ATLAS)와 같은 일부 전용 컴퓨터 언어도 존재한다. 자동 테스트 장비는 NI의 TestStand와 같은 테스트 실행 엔진을 사용하여 자동화될 수도 있다.
때때로 자동 시험 패턴 생성이 일련의 테스트를 설계하는 데 도움이 되도록 사용된다.

## 테스트 데이터 (STDF)
반도체 산업에서 사용되는 많은 ATE 플랫폼은 표준 테스트 데이터 형식(STDF)을 사용하여 데이터를 출력한다.

## 진단
자동 시험 장비 진단은 ATE 시험의 일부로, 고장난 구성 요소를 판별한다. ATE 시험은 두 가지 기본 기능을 수행한다. 첫째는 피시험 장치가 올바르게 작동하는지 여부를 시험하는 것이다. 둘째는 피시험 장치가 올바르게 작동하지 않을 때 그 이유를 진단하는 것이다. 진단 부분은 시험에서 가장 어렵고 비용이 많이 드는 부분일 수 있다. ATE는 고장을 구성 요소의 클러스터 또는 모호성 그룹으로 축소하는 것이 일반적이다. 이러한 모호성 그룹을 줄이는 한 가지 방법은 ATE 시스템에 아날로그 시그니처 분석 테스트를 추가하는 것이다. 진단은 종종 플라잉 프로브 테스트의 도움을 받는다.

## 테스트 장비 전환
테스트 시스템 구성에 고속 스위칭 시스템을 추가하면 여러 장치를 더 빠르고 비용 효율적으로 테스트할 수 있으며, 테스트 오류와 비용을 모두 줄이도록 설계되었다. 테스트 시스템의 스위칭 구성을 설계하려면 전환할 신호와 수행할 테스트, 그리고 사용 가능한 스위칭 하드웨어 폼 팩터에 대한 이해가 필요하다.

## 테스트 장비 플랫폼
여러 모듈형 전자 계측 플랫폼이 현재 자동화된 전자 테스트 및 측정 시스템을 구성하는 데 널리 사용되고 있다. 이러한 시스템은 전자 장치 및 서브어셈블리의 입고 검사, 품질 보증 및 생산 테스트에 널리 사용된다. 산업 표준 통신 인터페이스는 외부 PC에서 실행되는 맞춤형 소프트웨어 애플리케이션의 제어 하에 "랙 앤 스택" 또는 섀시/메인프레임 기반 시스템에서 신호 소스와 측정 장비를 연결한다.

### GPIB/IEEE-488
범용 인터페이스 버스(GPIB)는 센서 및 프로그래밍 가능한 장비를 컴퓨터에 연결하는 데 사용되는 IEEE-488(전기전자공학자협회에서 만든 표준) 표준 병렬 인터페이스이다. GPIB는 8MB/s 이상의 데이터 전송이 가능한 디지털 8비트 병렬 통신 인터페이스이다. 24핀 커넥터를 사용하여 최대 14개의 장비를 시스템 컨트롤러에 데이지 체인 방식으로 연결할 수 있다. 이 인터페이스는 장비에 존재하는 가장 일반적인 I/O 인터페이스 중 하나이며 특히 장비 제어 애플리케이션을 위해 설계되었다. IEEE-488 사양은 이 버스를 표준화하고 전기적, 기계적, 기능적 사양을 정의하는 동시에 기본 소프트웨어 통신 규칙도 정의했다. GPIB는 장비 제어를 위한 견고한 연결이 필요한 산업 환경의 애플리케이션에 가장 적합하다.
원래 GPIB 표준은 1960년대 후반 휴렛 팩커드에서 제조하는 프로그래밍 가능한 장비를 연결하고 제어하기 위해 개발되었다. 디지털 컨트롤러와 프로그래밍 가능한 테스트 장비의 도입으로 다양한 공급업체의 장비와 컨트롤러 간의 통신을 위한 표준 고속 인터페이스가 필요해졌다. 1975년 IEEE는 인터페이싱 시스템의 전기적, 기계적, 기능적 사양을 포함하는 ANSI/IEEE 표준 488-1975, 즉 프로그래밍 가능한 장비용 IEEE 표준 디지털 인터페이스를 발행했다. 이 표준은 1978년(IEEE-488.1)과 1990년(IEEE-488.2)에 개정되었다. IEEE 488.2 사양에는 프로그래밍 가능한 장비용 표준 명령(SCPI)이 포함되어 있으며, 각 장비 클래스가 준수해야 하는 특정 명령을 정의한다. SCPI는 이러한 장비 간의 호환성과 구성 가능성을 보장한다.
IEEE-488 버스는 사용하기 쉽고 다양한 프로그래밍 가능한 장비 및 자극을 활용할 수 있기 때문에 오랫동안 인기를 누렸다. 그러나 대규모 시스템에는 다음과 같은 제한이 있다.
- 드라이버 팬아웃 용량은 시스템을 14개 장치와 컨트롤러로 제한한다.
- 케이블 길이는 컨트롤러-장치 거리를 장치당 2미터 또는 총 20미터 중 더 짧은 것으로 제한한다. 이는 방에 분산되어 있거나 원격 측정이 필요한 시스템에 전송 문제를 발생시킨다.
- 기본 주소는 시스템을 기본 주소를 가진 30개 장치로 제한한다. 최신 장비는 보조 주소를 거의 사용하지 않으므로 시스템 크기를 30개 장치로 제한한다.[4]

### 계측용 LAN 확장 (LXI)
LXI 표준은 이더넷을 사용하는 계측 및 데이터 획득 시스템을 위한 통신 프로토콜을 정의한다. 이러한 시스템은 저비용의 개방형 표준 LAN(이더넷)을 사용하는 소형 모듈형 장비를 기반으로 한다. LXI 준수 장비는 카드 케이지 아키텍처의 비용 및 폼 팩터 제약 없이 모듈형 장비의 크기 및 통합 이점을 제공한다. 이더넷 통신을 통해 LXI 표준은 상업, 산업, 항공 우주 및 군사 애플리케이션의 광범위한 분야에서 유연한 패키징, 고속 I/O 및 LAN 연결의 표준화된 사용을 가능하게 한다. 모든 LXI 준수 장비에는 비LXI 장비와의 통신을 단순화하기 위한 IVI(Interchangeable Virtual Instrument) 드라이버가 포함되어 있으므로 LXI 준수 장치는 자체적으로 LXI 준수가 아닌 장비(예: GPIB, VXI, PXI 등을 사용하는 장비)와 통신할 수 있다. 이는 장비의 하이브리드 구성을 구축하고 작동하는 것을 단순화한다.
LXI 장비는 때때로 임베디드 테스트 스크립트 프로세서를 사용하여 테스트 및 측정 애플리케이션을 구성하기 위한 스크립팅을 사용한다. 스크립트 기반 장비는 많은 애플리케이션에 대해 아키텍처 유연성, 향상된 성능 및 낮은 비용을 제공한다. 스크립팅은 LXI 장비의 이점을 향상시키며, LXI는 스크립팅을 가능하게 하고 향상시키는 기능을 제공한다. 계측용 현재 LXI 표준은 장비가 프로그래밍 가능하거나 스크립팅을 구현해야 한다고 요구하지 않지만, LXI 사양의 여러 기능은 프로그래밍 가능한 장비를 예상하고 LXI 준수 장비에서 스크립팅 기능을 향상시키는 유용한 기능을 제공한다.

### 계측용 VME 확장 (VXI)
VXI 버스 아키텍처는 VME버스를 기반으로 하는 자동화 테스트를 위한 개방형 표준 플랫폼이다. 1987년에 도입된 VXI는 모든 유로카드 폼 팩터를 사용하며 트리거 라인, 로컬 버스 및 측정 애플리케이션에 적합한 기타 기능을 추가한다. VXI 시스템은 다양한 VXI 계측 모듈을 설치할 수 있는 최대 13개의 슬롯이 있는 메인프레임 또는 섀시를 기반으로 한다. 섀시는 또한 섀시 및 포함된 계측기에 필요한 모든 전원 공급 장치 및 냉각 요구 사항을 제공한다. VXI 버스 모듈은 일반적으로 6U 높이이다.

### 계측용 PCI 확장 (PXI)
PXI는 데이터 수집 및 실시간 제어 시스템에 특화된 주변 버스이다. 1997년에 도입된 PXI는 CompactPCI 3U 및 6U 폼 팩터를 사용하며 트리거 라인, 로컬 버스 및 측정 애플리케이션에 적합한 기타 기능을 추가한다. PXI 하드웨어 및 소프트웨어 사양은 PXI 시스템즈 얼라이언스에서 개발 및 유지 관리한다. 전 세계 50개 이상의 제조업체가 PXI 하드웨어를 생산한다.

### 범용 직렬 버스 (USB)
USB는 키보드 및 마우스와 같은 주변 장치를 PC에 연결한다. USB는 단일 포트에 최대 127개의 장치를 처리할 수 있는 플러그 앤 플레이 버스이며, 이론상 최대 처리량은 480 Mbit/s(USB 2.0 사양으로 정의된 고속 USB)이다. USB 포트는 PC의 표준 기능이므로 기존 직렬 포트 기술의 자연스러운 진화이다. 그러나 USB 케이블은 산업용 등급이 아니며, 노이즈에 민감하고, 우발적으로 분리될 수 있으며, 컨트롤러와 장치 사이의 최대 거리는 30m이므로 여러 가지 이유로 산업용 테스트 및 측정 시스템 구축에 널리 사용되지 않는다. RS-232와 마찬가지로 USB는 견고한 버스 연결이 필요하지 않은 실험실 환경의 애플리케이션에 유용하다.

### RS-232
RS-232는 분석 및 과학 기기뿐만 아니라 프린터와 같은 주변 장치 제어에도 널리 사용되는 직렬 통신 사양이다. GPIB와 달리 RS-232 인터페이스로는 한 번에 하나의 장치만 연결하고 제어할 수 있다. RS-232는 또한 일반적으로 20KB/s 미만의 데이터 전송률을 가진 비교적 느린 인터페이스이다. RS-232는 더 느리고 견고하지 않은 연결과 호환되는 실험실 애플리케이션에 가장 적합하다. ±24볼트 전원으로 작동한다.

### 경계 스캔
경계 스캔은 IC의 핀을 제어하고 테스트 대상(UUT)에 대한 연속성(상호 연결) 테스트와 논리 장치 또는 장치 그룹에 대한 기능 클러스터 테스트를 용이하게 하기 위해 PCB 수준 또는 시스템 수준 인터페이스 버스로 구현될 수 있다. 또한 IC 자체에 내장될 수 있는 다른 계측(IEEE 1687 참조) 또는 외부 제어 가능한 테스트 시스템의 일부인 계측을 위한 제어 인터페이스로도 사용될 수 있다.

### 테스트 스크립트 프로세서 및 채널 확장 버스
가장 최근에 개발된 테스트 시스템 플랫폼 중 하나는 온보드 테스트 스크립트 프로세서와 고속 버스를 갖춘 계측기를 사용한다. 이 접근 방식에서 하나의 "마스터" 계측기는 고속 LAN 기반 트리거 동기화 및 장치 간 통신 버스를 통해 연결된 테스트 시스템의 다양한 "슬레이브" 계측기 작동을 제어하는 테스트 스크립트(작은 프로그램)를 실행한다. 스크립팅은 스크립트 언어로 프로그램을 작성하여 일련의 동작을 조정하는 것이다.
이 접근 방식은 테스트 및 측정 애플리케이션의 특징인 작은 메시지 전송에 최적화되어 있다. 네트워크 오버헤드가 거의 없고 100Mbit/초 데이터 전송률을 제공하여 실제 애플리케이션에서 GPIB 및 100BaseT 이더넷보다 훨씬 빠르다.
이 플랫폼의 장점은 연결된 모든 장비가 하나의 밀접하게 통합된 다중 채널 시스템처럼 작동하여 사용자가 필요한 채널 수를 비용 효율적으로 맞추기 위해 테스트 시스템을 확장할 수 있다는 점이다. 이러한 유형의 플랫폼에 구성된 시스템은 마스터 장치가 소싱, 측정, 합격/불합격 결정, 테스트 시퀀스 흐름 제어, 분류 및 구성 요소 핸들러 또는 프로버를 제어하는 완전한 측정 및 자동화 솔루션으로 독립적으로 작동할 수 있다. 전용 트리거 라인 지원은 이 고속 버스로 연결된 온보드 테스트 스크립트 프로세서를 갖춘 여러 장비 간의 동기화된 작업을 추가 트리거 연결 없이 달성할 수 있음을 의미한다.

## 같이 보기
- 전자 테스트 장비
- GPIB / IEEE-488
- LAN eXtensions for Instrumentation
- M-모듈
- PXI
- 테스트 자동화 (소프트웨어 테스트)
- VME버스
- VXI